# Xoʻja-Ilgʻor-Moschee
Die Xoʻja-Ilgʻor-Moschee (usbekisch: Xoʻja Ilgʻor masjidi) ist ein architektonisches Denkmal in Rishton (Viloyat Fargʻona, Usbekistan). Sie wurde im Jahr 1905 erbaut. Die Moschee ist im islamischen Baustil gehalten. Die Hodscha-Ilgar-Moschee ist ein typisches Beispiel für ein mehrsäuliges, frontal geöffnetes Kultgebäude aus dem Ferghanatal. Sie ist derzeit eine aktive Moschee.
Sie ist derzeit Teil der Liste des materiellen Kulturerbes von Usbekistan von nationaler Bedeutung.

## Geschichte
Die Xoʻja-Ilgʻor-Moschee wurde im Jahr 1905 in Rishton errichtet. Die Hauptarbeiten wurden von Vater und Sohn, den Meistern Eshonkhon und Noribay, im Auftrag von Shokir Mingbashi ausgeführt.
Die Moschee hat eine rechteckige Form (40 × 13 Meter) und einen dreikolonnierten Wintersaal, der von einer dreiseitigen Iwan umgeben ist. Das Gesims hat eine dreistufige Form, die sich zur zentralen Achse hin erhebt, auf der sich die Mihrābs befinden. Die Mihrabs sind in Form von spitzbogenförmigen Nischen in der westlichen Saalwand unter einem Vordach angebracht. Die Basen der facettierten Säulen sind durch geometrische Formen hervorgehoben und kunstvoll gestaltete Elemente sind eingearbeitet. Die Harmonie und die Vielfalt der Farben und Muster ziehen die Aufmerksamkeit auf sich. Jahrhundertealte Bäume spenden Schatten auf das umliegende Gelände und schaffen eine malerische Landschaft, in die die Moschee harmonisch eingebettet ist. Östlich der Moschee wurde im Park ein künstlicher Teich (Houz) angelegt.
Den Meistern wurde viel Aufmerksamkeit auf die Deckendekoration geschenkt. Bei den Deckenbemalungen fällt das klare, grafische, proportional ausgewogene Muster und die reiche Farbigkeit auf. Das Muster füllt praktisch den gesamten architektonischen Bereich entlang der Konturen aus. Bei der Dekoration der Decke wird eine breite Palette an Farben für üppige Pflanzenmuster verwendet. Allerdings werden bei den Deckenmalereien hauptsächlich blaue, grüne und rote Farben angewendet.